# Pelorovis

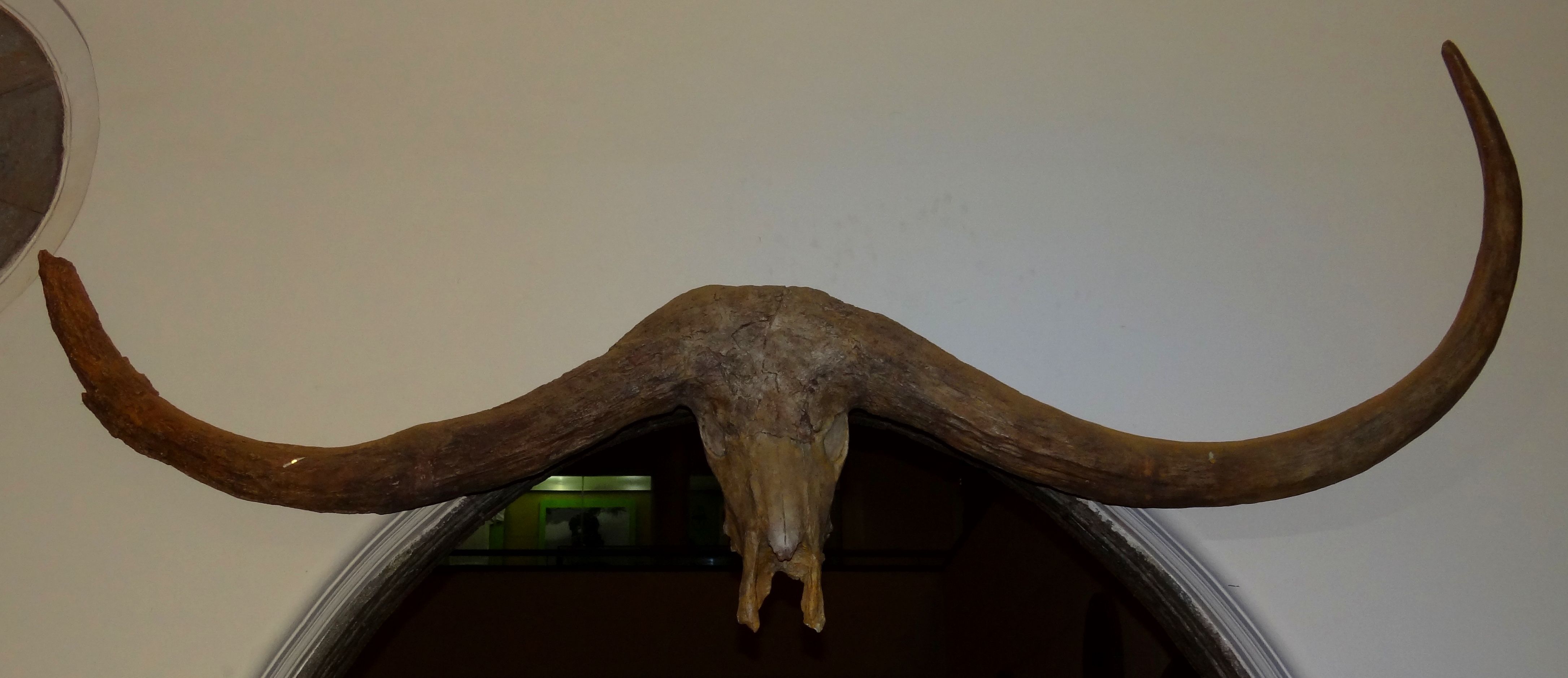
Cráneo de P. antiquus

El Pelorovis ("Ovis prodigioso/monstruoso") es un género extinto de bovino que apareció durante el Plioceno, apareciendo hace 2,5 millones de años y extinguiéndose hace 12 000 años, al término del Pleistoceno, o incluso durante el Holoceno, hace unos 4000 años. Algunos detallados estudios anatómicos y morfométricos han llegado a la conclusión de que Pelorovis probablemente no es monofilético. De acuerdo con estos hallazgos, las formas primitivas del género (P. turkanensis y P. oldowayensis) son parientes cercanas, e incluso podrían estar entre los primeros miembros del género Bos. En contraste, la forma del Pleistoceno tardío (Pelorovis antiquus) parece ser un pariente cercano del actual búfalo africano (Syncerus caffer).

## Descripción

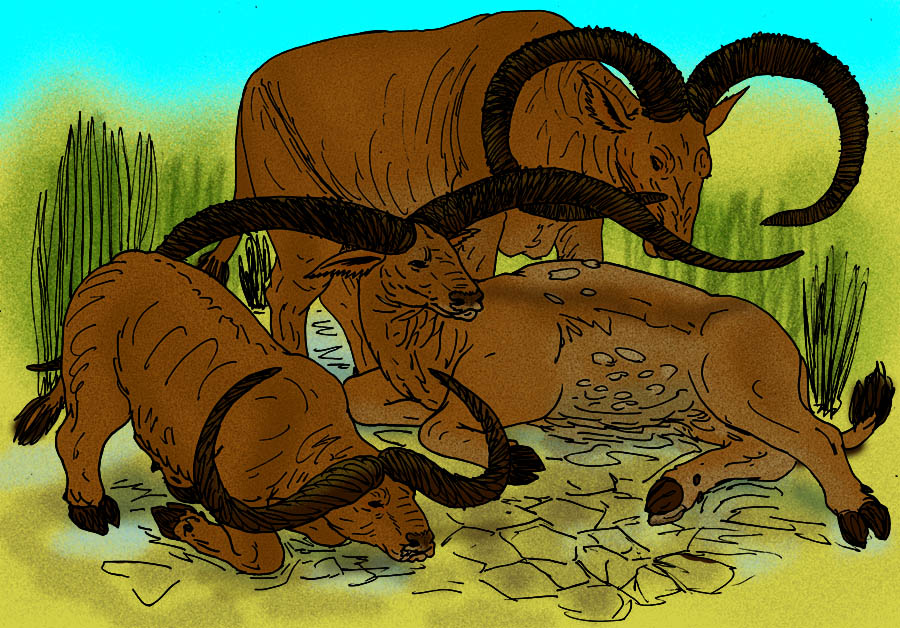
Pelorovis antiquus, P. turkanensis y P. oldowayensis (de izquierda a derecha)

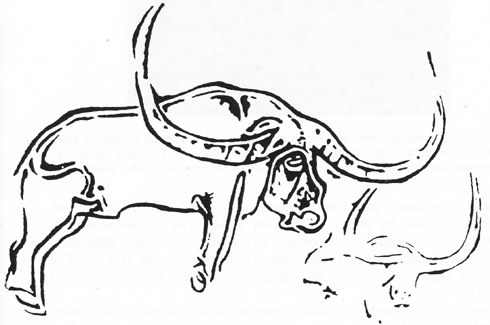
Arte rupestre del "gran bubalino" de Libia, considerado por algunos como representación de P. antiquus

Pelorovis se parecía al búfalo africano, excepto por sus largos cuernos curvados. Los núcleos óseos de los cuernos medían cada uno cerca de 1 metro de largo; la cobertura de queratina (la cual no suele sobrevivir a la fosilización) que tenía en vida pudo haber llegado a doblar esta longitud. Los cuernos apuntaban lejos de la cabeza, formando un semicírculo en las especies Pelorovis oldowayensis y Pelorovis turkanensis, así como en P. howelli del Plioceno.
Los cuernos de Pelorovis antiquus eran también notables, pero más parecidos en su forma a los del búfalo asiático (Bubalus). P. antiquus fue incluso situado en el género Bubalus por sus primeros descriptores. Pelorovis oldowayensis era similar en tamaño al búfalo africano, pero sus patas eran más largas, y su cabeza alargada recuerda a la de los actuales alcelafinos. Pelorovis antiquus era también de un tamaño parecido, pero mucho más robusto.
Pelorovis antiquus desapareció hace cerca de 12 000 años tanto del sur como el oriente de África. La evidencia fósil y arqueológica indica sin embargo, que esta especie vivó en el norte de África hasta hace apenas 4000 años. Pelorovis oldowaywensis habitó en el África subsahariana y desapareció hace 800.000 años.
Los mejores fósiles de Pelorovis oldowayensis han sido descubiertos en la Garganta de Olduvai en Tanzania, mientras que un esqueleto completo de Pelorovis antiquus fue hallado cerca de Djelfa en Argelia.